# Годзе, Гопал
Гопал Винаяк Годзе (маратхи गोपाळ विनायक गोडसे, 12 июня 1919 — 26 ноября 2005, Пуна, Индия) — индийский политик, индуистский экстремист, известный, как один из участников убийства Махатмы Ганди, брат Натхурама Годзе, исполнителя покушения.

## Соучастие в убийстве Ганди
Деятельность Махатмы Ганди вызывала крайнее неодобрение среди крайних индийских и индуистских организаций. Считается, что истинным организатором был Винайяк Саваркар (хотя на суде таковым был объявлен Нараян Апте), одним из активных участников заговора был Натхурам. Гопал Годзе возглавлял столовую военного склада боеприпасов. Он и Дагамбар Бахдге выполняли функции поставщиков оружия.
30 января 1948 года Ганди был застрелен во время духовных практик, Гопал Годзе же был арестован лишь 5 февраля. Позже он был приговорён к 18 годам лишения свободы, выйдя из заключения лишь в октябре 1964 года. Через месяц он вновь был арестован и более года провёл в тюрьме. В конце 1965 года он окончательно освободился и жил в основном в Пуне до конца своих дней. Гопал Годзе до самой смерти неоднократно заявлял, что не сожалеет об участии в убийстве.
Некоторые индийские националистические группировки до сих пор считают участников покушения национальными героями.